# Celler Cooperatiu de Bràfim
El Celler Cooperatiu de Bràfim és un edifici del municipi de Bràfim (Alt Camp) inclosa en l'Inventari del Patrimoni Arquitectònic de Catalunya.

## Descripció
L'edifici de la cooperativa agrícola està situat a l'entrada del poble. El conjunt és format per dos cossos de planta rectangular, complementats amb altres construccions a la part posterior. Presenten les característiques d'aquests tipus d'edificis agrícoles, i com a element remarcable la utilització de maó vist en la decoració.

## Història
La bodega va ser fundada l'any 1898 pels dos germans, Joan i Daniel Padró Valldosera, encara que l'inici de l'activitat es considera que va començar molt abans, ja que s'han trobat documents antics que així en deixen constància.
La història de Vins Padró s'escriu al llarg de diverses generacions, en què el treball i la dedicació dels nostres avantpassats perdura fins al dia d'avui. Ara, és la nova generació qui afegeix els nous coneixements i els aplica en l'elaboració del vi i la cura de la vinya.
L'any 1930, es va fundar el Sindicat Agrícola de Bràfim l'Alt Camp. L'objectiu d'aquesta associació era la defensa de la producció dels pagesos, millora del procés de producció agrària i comercialitzar els productes agraris dels seus associats.
La cooperativa agrícola de Bràfim va ser bastida l'any 1916, segons consta al cos principal; en aquest edifici se'n va afegir un altre, a la banda esquerra, l'any 1952, i encara en etapes posteriors ha experimentat diverses modificacions i ampliacions.